# Старі зурначі
«Старі зурначі» (груз. ბებერი მეზურნეები) — радянський грузинський художній фільм, знятий режисером Валеріаном Квачадзе на кіностудії «Грузія-фільм» в 1972 році.

## Сюжет
В одному зі старих районів міста Тбілісі живуть старі зурначі. Їхні діти загинули у війні, і за зурначами доглядають тільки їх вірні дружини. Зурначі живуть тільки минулим і своєю музикою. Музиканти переживають, що молодому поколінню перестають бути цікавими народні інструменти.

## У ролях
- Георгій Сагарадзе —  Бутхуза
- Рамаз Чхіквадзе —  Тедо
- Бухуті Закаріадзе —  Соса
- Веріко Анджапарідзе —  Бабале, дружина Бутхуза
- Сесілія Такайшвілі —  Нуца, дружина Тедо
- Етері Моцікулашвілі —  Макрине, дружина Соси
- Васіл Кахніашвілі — епізод
- Зураб Капіанідзе — епізод
- Гогі Кавтарадзе — епізод
- Борис Ципурія — епізод
- Рамаз Гіоргобіані — епізод
- Михайло Чубінідзе — епізод
- Лонда Убелава — епізод

## Знімальна група
- Режисер — Валеріан Квачадзе
- Сценарист — Мераб Еліозішвілі
- Оператори — Арчіл Піліпашвілі, Леван Намгалашвілі
- Композитор — Гія Канчелі
- Художник — Гіві Гігаурі